# Кучишвили, Георгий Андукапарович
Георгий Андукапарович Кучишвили (груз. გიორგი ანდუყაფარის ძე ქუჩიშვილი (ჩხეიძე), настоящая фамилия Чхеидзе); 17 [29] октября 1886 или 29 октября 1886, Вардисубани, Телавский уезд, Тифлисская губерния, Российская империя — 20 января 1947, Тбилиси) — грузинский советский поэт.

## Биография
Родился в бедной крестьянской семье, рано осиротел, в детстве работал по найму. Ходил по Грузии вместе с бродячим музыкантом Курхули, читал свои стихи, призывавшие к борьбе с угнетателями. Имел славу народного певца.
Учился в Тбилисском гражданском училище, в школе садоводства. Первые стихи напечатал в 1906 году в ученическом нелегальном журнале «Махвили» («Меч»).
В творчестве развивал близкие ему темы жизни простого народа.
В 1914 году вышел сборник стихов, в которых поэт писал о жизни бедняков, призывал рабочий класс к политической борьбе. Сотрудничал с меньшевистским правительством независимой Грузии.
Приветствовал Великую Октябрьскую Социалистическую революцию («Утро Октября», «Новая песня рабочих»), воспевал социалистическое строительство («Сила миллионов», «ЗАГЭС»).

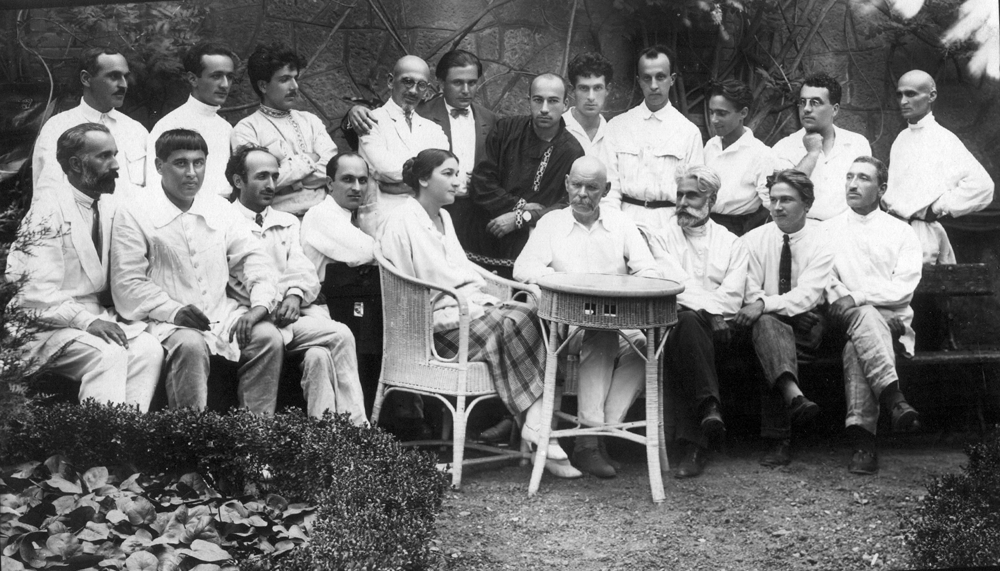
Максим Горький в гостях у грузинских писателей в саду Дворца писателей Грузии. 24 июля 1928 года. Кучишвили — во втором ряду первый справа

В годы Великой Отечественной войны произведения Кучишвили воодушевляли советских воинов на подвиги. В области поэтической формы он остался последователем традиций грузинской классической реалистической лирики.

## Память

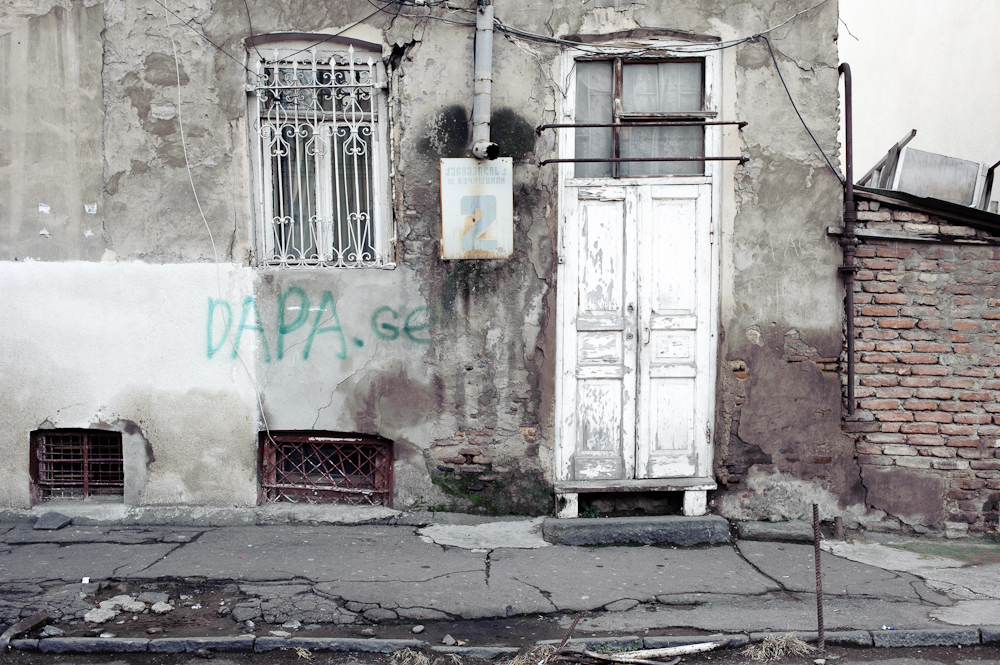
Улица Кучишвили

Именем Георгия Кучишвили названа улица в Тбилиси.